# Futbol a Tanzània
El futbol és l'esport més popular a Tanzània.
Dues federacions regeixen el futbol al país, la Tanzania Football Federation i la Zanzibar Football Association. Cada federació administra les seves pròpies competicions.

## Competicions
- Tanzània:

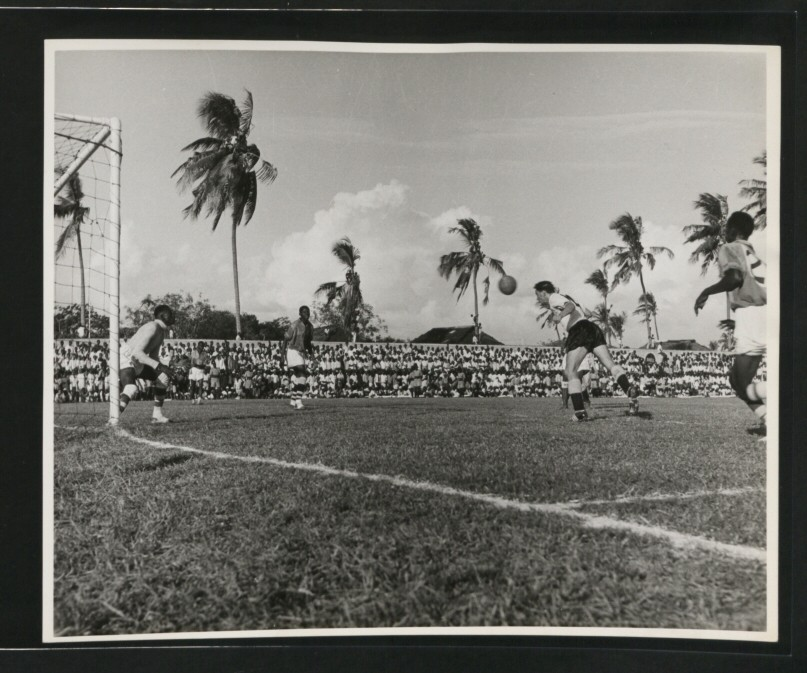
Imatge d'un partit de futbol als anys 50.

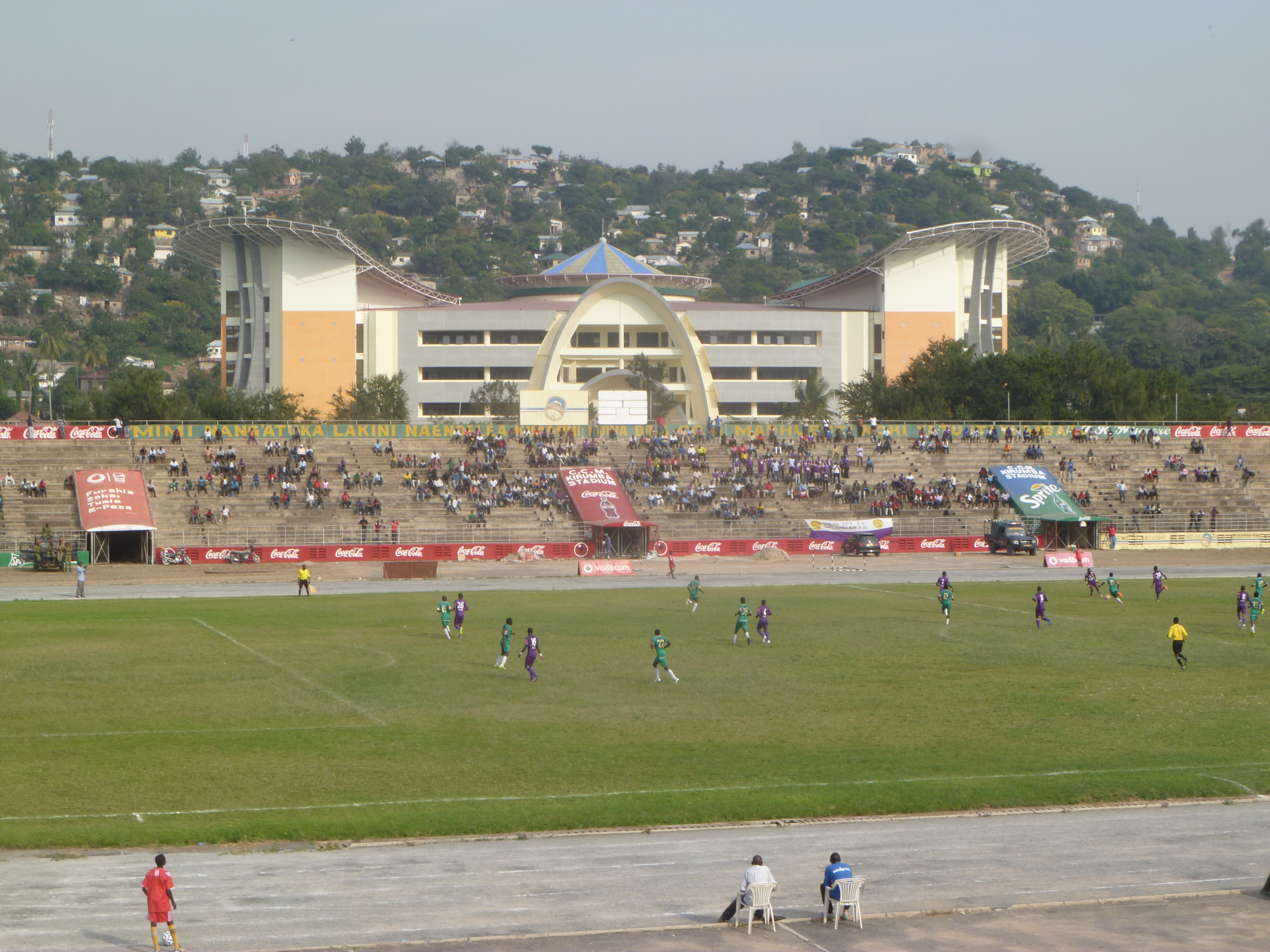
Partit de lliga Kagera Sugar i Mbeya City el 17 de gener de 2015.

  - Tanzanian Premier League (Ligi Kuu Tanzania Bara)[4]
  - Tanzanian First Division League (Ligi Daraja la Kwanza)
  - Tanzanian Second Division League (Ligi Daraja la Pili)
  - Regional Champions League (Ligi ya Mabingwa wa Mikoa)
  - Copa tanzana de futbol
  - Tanzania Community Shield

- Zanzíbar:
  - Zanzibar Premier League[5]
  - Copa de Zanzíbar de futbol
  - Zanzibari Charity Shield

- Desaparegudes:
  - Lliga de Tanganyika de futbol
  - Copa Tusker de Tanzània

## Principals clubs
Clubs amb més títols nacionals a 2021.
Tanzània
- Young Africans FC
- Simba SC
- Maji Maji FC
- Pan African FC
- Coastal Union FC

Zanzíbar
- Mlandege FC
- KMKM FC
- Malindi SC
- Miembeni SC
- Small Simba SC

## Jugadors destacats
Fonts:
- Juma Pondamali

## Principals estadis

Estadi Nacional de Tanzània.

| # | Estadi                      | Capacitat | Ciutat        |
| - | --------------------------- | --------- | ------------- |
| 1 | Estadi Nacional de Tanzània | 60.000    | Dar es Salaam |
| 2 | CCM Kirumba Stadium         | 35.000    | Mwanza        |
| 3 | Kambarage Stadium           | 30.000    | Shinyanga     |
| 4 | Uhuru Stadium               | 23.000    | Dar es Salaam |